# Alexander Kronlund
Alexander Kronlund é um produtor musical e compositor sueco.
Kronlund já co-escreveu canções com Cindy Lauper Bring Ya to the Brink, ele também já co-escreveu várias canções para Britney Spears, entre os singles se destacam: "Oops!... I Did It Again (canção)", "Lucky" com Max Martin, e Kronlund já co-escreveu "If U Seek Amy" e mais recentemente "Till the World Ends", segundo single do album "Femme Fatale" da cantora Britney Spears. Em 2015 participou da composição do hit "Cool For the Summer" da cantora  Demi Lovato.